# Выборы губернатора Тюменской области (2018)
Досрочные выборы губернатора Тюменской области в соответствии с постановлением Тюменской областной думы прошли 9 сентября 2018 года, одновременно с Единым днём голосования. Согласно Уставу Тюменской области, глава субъекта Российской Федерации избирался на пятилетний срок гражданами Российской Федерации, проживающими на территории области, путём всеобщего и тайного голосования.

## Предшествующие события
C 24 ноября 2005 года губернатором Тюменской области был Владимир Якушев. 12 октября 2010 года был утверждён губернатором на следующие 5 лет.
13 мая 2014 года Якушев подал в отставку, чтобы принять участие в выборах губернатора.. 14 сентября 2014 года победил в первом туре губернаторских выборов, набрав 87,3 % голосов избирателей.
18 мая 2018 года Якушев освобождён от должности губернатора по собственному желанию и назначен министром строительства и жилищно-коммунального хозяйства Российской Федерации. Исполняющим обязанности губернатора стал вице-губернатор Сергей Сарычев. 29 мая указом Президента России глава администрации Тюмени Александр Моор назначен временно исполняющим обязанности губернатора Тюменской области.

## Процедура выдвижения кандидатов

### Право выдвижения
Губернатором Тюменской области согласно уставу может быть избран гражданин Российской Федерации достигший возраста 30 лет.
В Тюменской области кандидаты выдвигаются только политическими партиями, имеющими в соответствии с федеральными законами право участвовать в выборах. Самовыдвижение не допускается.
У кандидата не должно быть гражданства иностранного государства либо вида на жительство в какой-либо иной стране.

### Муниципальный фильтр
Претенденту на должность кандидата нужно собрать и представить в комиссию не менее 238 подписей депутатов представительных органов и (или) глав муниципальных образований.

### Кандидаты в Совет Федерации
С декабря 2012 года действует новый порядок формирования Совета Федерации. Так каждый кандидат на должность губернатора при регистрации должен представить список из трёх человек, первый из которых, в случае избрания кандидата, станет сенатором в Совете Федерации от правительства региона.

## Кандидаты
| Выдвинутые кандидаты | Выдвинутые кандидаты                                                                                            | Выдвинутые кандидаты     | Выдвинутые кандидаты | Выдвинутые кандидаты | Выдвинутые кандидаты        | Выдвинутые кандидаты                               |
| Кандидат             | Должность/должность (на момент выдвижения)                                                                      | Субъект выдвижения       | Статус | Дата выдвижения      | Дата регистрации или отказа | Кандидаты в Совет Федерации                        |
| -------------------- | --- | ------------------------ | --- | -------------------- | --------------------------- | -------------------------------------------------- |
| Артём Зайцев         | Депутат Тюменской областной думы, заместитель председателя комитета по аграрным вопросам и земельным отношениям | ЛДПР                     | Зарегистрирован |                      | 3 августа                   | Иван Вершинин Евгений Марков Глеб Трубин           |
| Иван Левченко        | Депутат Тюменской областной думы                                                                                | КПРФ                     | Зарегистрирован |                      | 3 августа                   | Александр Изотов Тамара Казанцева Юрий Юхневич     |
| Александр Моор       | Временно исполняющий обязанности губернатора Тюменской области                                                  | Единая Россия            | Зарегистрирован |                      | 3 августа                   | Виктор Рейн Павел Тараканов Владимир Ульянов       |
| Владимир Пискайкин   | Заместитель председателя Тюменской областной думы                                                               | Справедливая Россия      | Зарегистрирован |                      | 3 августа                   | Владислав Квасов Николай Павлов Георгий Эргемлидзе |
| Лариса Шакурова      | Председатель Совета Регионального отделения партии                                                              | Партия социальной защиты | Отказано в регистрации (является членом ЛДПР, не собрано достаточное количество подписей, предоставлена только одна кандидатура в Совет Федерации, представлена неверная информация об остатке средств избирательного фонда) |                      | 4 августа                   |                                                    |

## Результаты
| Место                       | Место                       | Кандидат                    | Партия                      | Голосов   | %       |
| --------------------------- | --------------------------- | --------------------------- | --------------------------- | --------- | ------- |
|                             | 1.                          | Александр Моор              | Единая Россия               | 816 253   | 65,86 % |
|                             | 2.                          | Артём Зайцев                | ЛДПР                        | 161 068   | 12,99 % |
|                             | 3.                          | Иван Левченко               | КПРФ                        | 159 081   | 12,83 % |
|                             | 4.                          | Владимир Пискайкин          | Справедливая Россия         | 71 569    | 5,77 %  |
|                             |                             |                             |                             |           |         |
| Действительных бюллетеней   | Действительных бюллетеней   | Действительных бюллетеней   | Действительных бюллетеней   | 1 207 971 | 97,46 % |
| Недействительных бюллетеней | Недействительных бюллетеней | Недействительных бюллетеней | Недействительных бюллетеней | 31 493    | 2,54 %  |
| Всего                       | Всего                       | Всего                       | Всего                       | 1 239 464 | 100 %   |
|                             |                             |                             |                             |           |         |
| Явка                        | Явка                        | Явка                        | Явка                        | 1 239 464 | 49,01 % |
| Общее число избирателей     | Общее число избирателей     | Общее число избирателей     | Общее число избирателей     | 2 528 746 | 100 %   |